# مخلوق بنما
«مخلوق بنما»  (ويشار له أيضا بأسماء مختلفة مثل «وحش بنما»،  «إي تي بنما» أو «وحش سيرو أزول») هو اسم يشير لمخلوق تم تصويره بالقرب من بلدة سيرو أزول في بنما في سبتمبر 2009. تم اكتشاف المخلوق وقتله من قبل مجموعة من المراهقين، وأخذت صور للجثة من قبل محطة تيليميترو التلفزيونية في بنما. انتشرت قصة المخلوق وصوره بشكل يشابه ما حدث مع وحش مونتوك. وضعت عدة تكهنات بشأن هوية المخلوق، واقترح أنه قد يكون كسلان بلا شعر، أو كائنا فضائيا، أو كائنا جديدا لا يعرفه العلم. وخلص التشريح الذي أجرته السلطة البيئية الوطنية في بنما على الجثة، وذلك بعد بضعة أيام على اكتشاف المخلوق، بأن الجثة في الواقع تخص ذكر كسلان بني الحنجرة. وقد أرجع مظهره الغريب إلى تحلله تحت الماء، ما أدى إلى فقدانه الشعر. تم دفن الجثة بعد تحديد هويتها.

## الأحداث
ذكرت مجموعة من المراهقين تتراوح أعمارهم بين 14 و 16 سنة أنهم كانوا يلعبون بالقرب من كهف في سيرو أزول في بنما عندما ظهر أمامهم المخلوق. زعموا أنه اقترب منهم، وأنهم هاجموا المخلوق بالعصي والحجارة خوفا على أنفسهم، فأردوه قتيلا. كما زعموا أنهم ألقوا بجثته في بركة ماء قبل مغادرتهم المنطقة. عادوا في وقت لاحق والتقطوا صورا لجثة المخلوق، وأرسلوا الصور إلى محطة تيليميترو التلفزيونية في بنما. كتبت فرجينيا ويلر من صحيفة ذا صن أن الاكتشاف "أثار الخوف والارتباك" في المدينة. أشارت مصادر أخرى أن الصور اللاحقة للمخلوق أخذت بعد أن تعرض لمزيد من التحلل؛ ومع ذلك، فقد أعرب البعض عن شكوكهم حول ما إذا كانت الصور اللاحقة تخص نفس العينة. بعد بضعة أيام من التقاط الصور، أفاد أحد المراهقين بشهادة مختلفة في مقابلة مع تيليميترو قائلا: "كنت في النهر وشعرت بشيء يمسك بساقي... أخرجناه من المياه ورمينا عليه الحجارة والعصي، نحن لم نر شيئا مثل هذا من قبل”. وتظهر الصور مخلوقا شاحبا ومجردا من الشعر، وله جسد مطاطي الملمس. ووصفت ملامحه بأنها "مقززة"؛ وذلك بأنفه الأفطس وأذرعه الطويلة. وتكلم عنه المحررون في هافينغتون بوست بأنه في حين كان الرأس يخص حيوانا، فقد كان جذعه "غريبا"، في حين أن الأطراف تشبه أذرع إنسان نحيل. وقد شبهه المحررون في موقع WBALTV.com بأنه "نسخة صغيرة وبدينة" من أي تي وأنه "ابن عم" غولوم من سيد الخواتم.

## التكهنات
انتشرت القصة والصور عبر الإنترنت،  وتناولتها مختلف المدونات التي تدرس الحيوانات الخفية، وتم وضع عدد كبير من التكهنات والتفسيرات المحتملة. ظهر فيديو به الصور الأصلية، وكذلك بعض اللقطات للجثة المتحللة، ونال شعبية كبيرة على شبكة الإنترنت، وأصبح أحد أكثر الفيديوهات مشاهدة منذ اليوم الأول. كما تمت تغطية قصة المخلوق على التلفزيون والراديو. ووضعت مقارنات بينه وبين وحش مونتوك الذي عثر عليه في مونتوك، نيويورك في يونيو 2008. تكهنت إحدى النظريات الرائجة أن مخلوق بنما كان كسلانا (وربما كان أبيض الجلد) وأنه أصبح أجردا بشكل ما؛ وأشار أنصار هذه الفرضية إلى المخلب المعقوف الواضح في إحدى الصور. دعم العالم دارين نايش في مدونة ScienceBlogs فرضية الكسلان، ولكنه لم يتوصل بالضبط لسبب فقدان المخلوق لشعره. واعتبرت نظرية الكسلان عموما أنها الأكثر مصداقية بين باقي النظريات؛ ففي عام 1996، التقطت صورا مماثلة لمخلوق عثر عليه على الساحل بين بنما وكوستاريكا الذي حدده العلماء لاحقا بأنه كسلان بدأت جثته بالتحلل. رأت تكهنات أخرى على الإنترنت أنه قد يكون دلفين أو بيتبول، كمثال على أنواع لم يعرفها العلم سابقا أو نوع من الطفرات الوراثية. وقال بعض علماء الحيوان البنميين أنه قد يكون جنينا من نوع ما. بالإضافة إلى التفسيرات الطبيعية، ذكر بيلي بوث من موقع أبوت.كوم أن «هناك تكهنات بأنه مخلوق فضائي، وبالتالي له صلة بالأجسام الغريبة، والقواعد البحرية وغيرها».

## التشريح

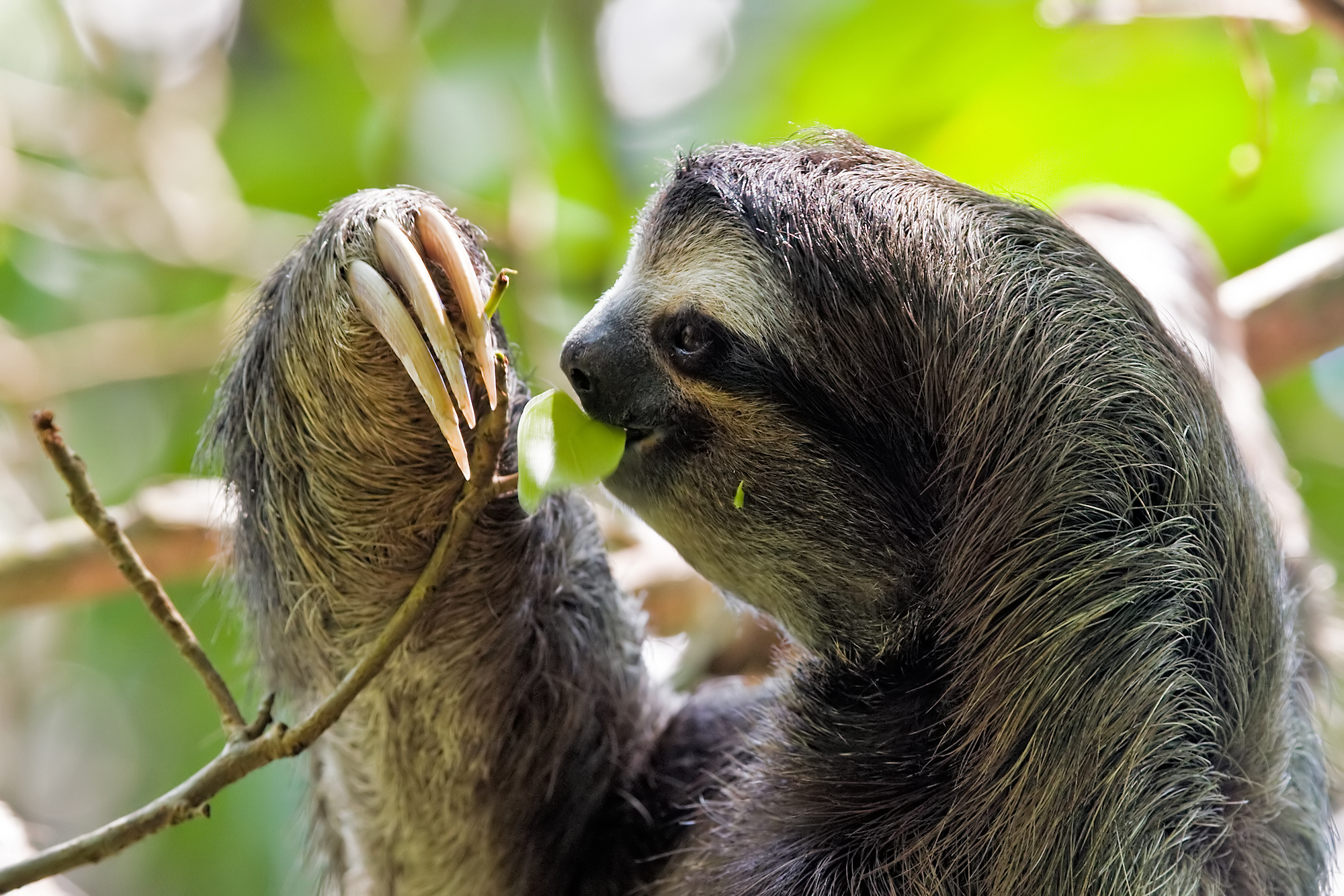
أظهر التشريح أن مخلوق بنما هو جثة متحللة لكسلان بني الحنجرة.

أخذت جثة المخلوق بعد أربعة أيام من العثور عليه، وتم إجراء تشريح عليه من قبل الهيئة الوطنية للبيئة في بنما (ANAM). وخلص التشريح إلى أن الجثة في الواقع تخص ذكر كسلان بني الحنجرة، وهو من الأنواع الشائعة في المنطقة. وأوضح أندريه سينا مايا، وهو طبيب بيطري يعمل في حديقة حيوان نيتيروي في ريو دي جانيرو في البرازيل، أن «معظم الناس يعرفون كيف يبدو شكل حيوان ميت في بيئة جافة»، وزعم أن «الجثة ربما كانت عالقة تحت الماء، وأن حركة التيارات أعطت انطباعا خاطئا بأنه كان على قيد الحياة». وكشف التشريح أن جسد الكسلان تعرض لصدمة شديدة، وقدر ميلكيادس راموس، وهو متخصص من وزارة أنام للمناطق المحمية، أن الجثة كانت في الماء «لحوالي يومين» قبل اكتشافها. وربما كان خلوه من الشعر بسبب غرقه تحت الماء، والذي قد يؤدي إلى تسارع فقدان الفراء، فيكون مظهر الجلد أملسا. وأن الانتفاخ بعد الوفاة ساهم في مظهر الجثة غير الاعتيادي. بعد أن تم التعرف على الجثة، قام موظفو أنام بدفنها.